# Yale Series of Younger Poets Competition
A Yale Series of Younger Poets Competition é um evento anual da Imprensa da Universidade de Yale, com o objetivo de publicar a primeira coleção de um promissor poeta americano. O concurso foi fundado em 1919, e é o mais antigo prêmio literário anual nos Estados Unidos.